# Ferrari 250
Vous lisez un « bon article » labellisé en 2009.

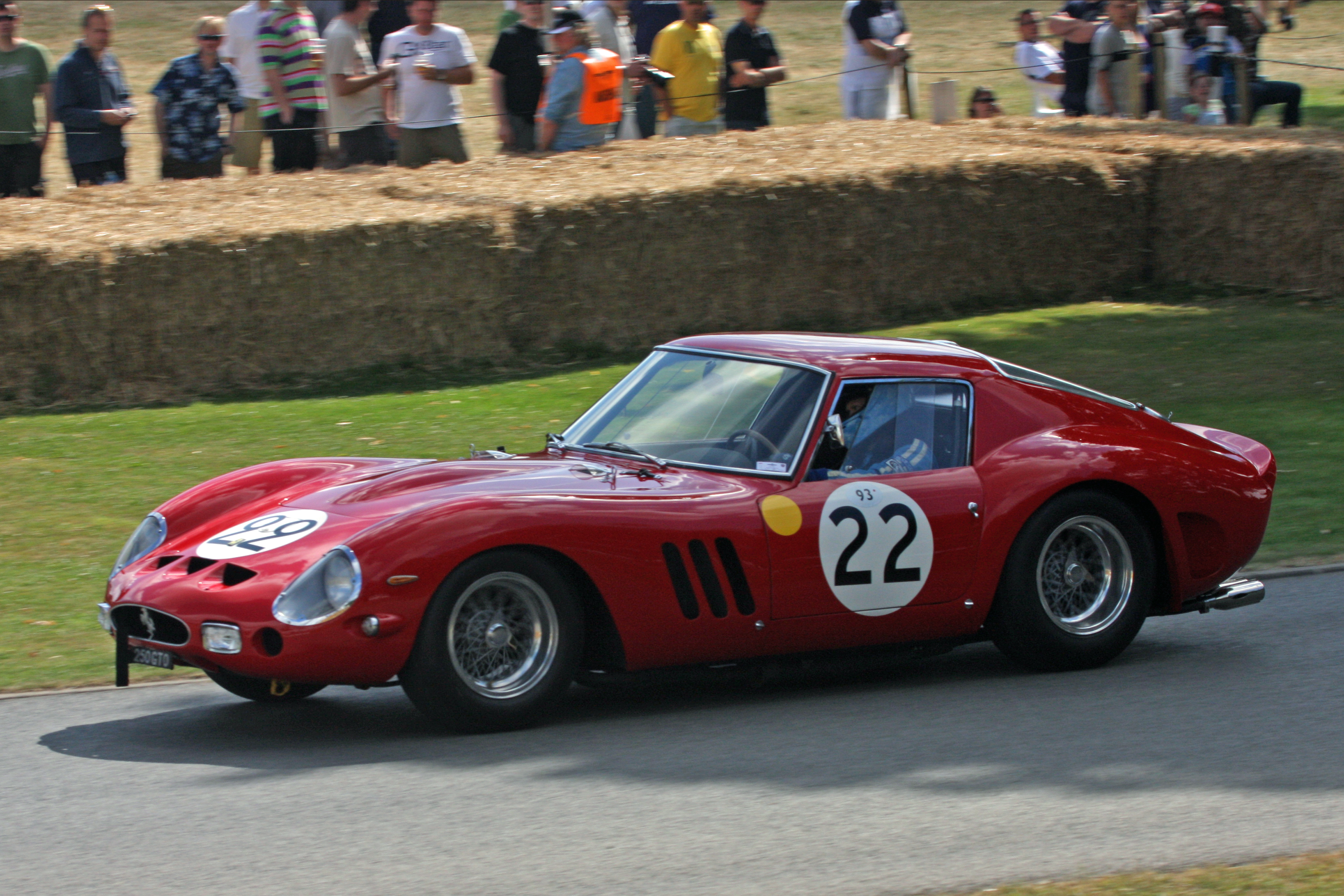
La Ferrari 250 GTO est le modèle le plus emblématique de la série des 250.

Les Ferrari 250 sont une série emblématique d'automobiles de course et de Grand Tourisme produites par le constructeur italien Ferrari du début des années 1950 au milieu des années 1960. Cette appellation fait directement référence à leur inhabituelle mais « prodigieuse mécanique » pour l'époque, un moteur V12 « Colombo » — du nom de son concepteur Gioacchino Colombo — d'une cylindrée unitaire de 250 cm3.
Inauguré en 1952 par la 250 S, jamais jusqu'alors une motorisation n'avait dominé aussi longtemps au niveau international le sport automobile, les Ferrari 250 remportant aussi bien les Mille Miglia et la Targa Florio que les 24 Heures du Mans ou encore les 12 Heures de Sebring. Cette impressionnante domination ne sera d'ailleurs jamais réitérée par aucun constructeur automobile. Mais au-delà de la compétition, cette série marque également un tournant dans l'histoire du constructeur, le faisant passer du statut de petit manufacturier d'automobiles de course à celui de constructeur d'automobiles de prestige d'importance.
À partir de 1964, les Ferrari 250 sont progressivement remplacées par les Ferrari 275 et 330.

## Similarités

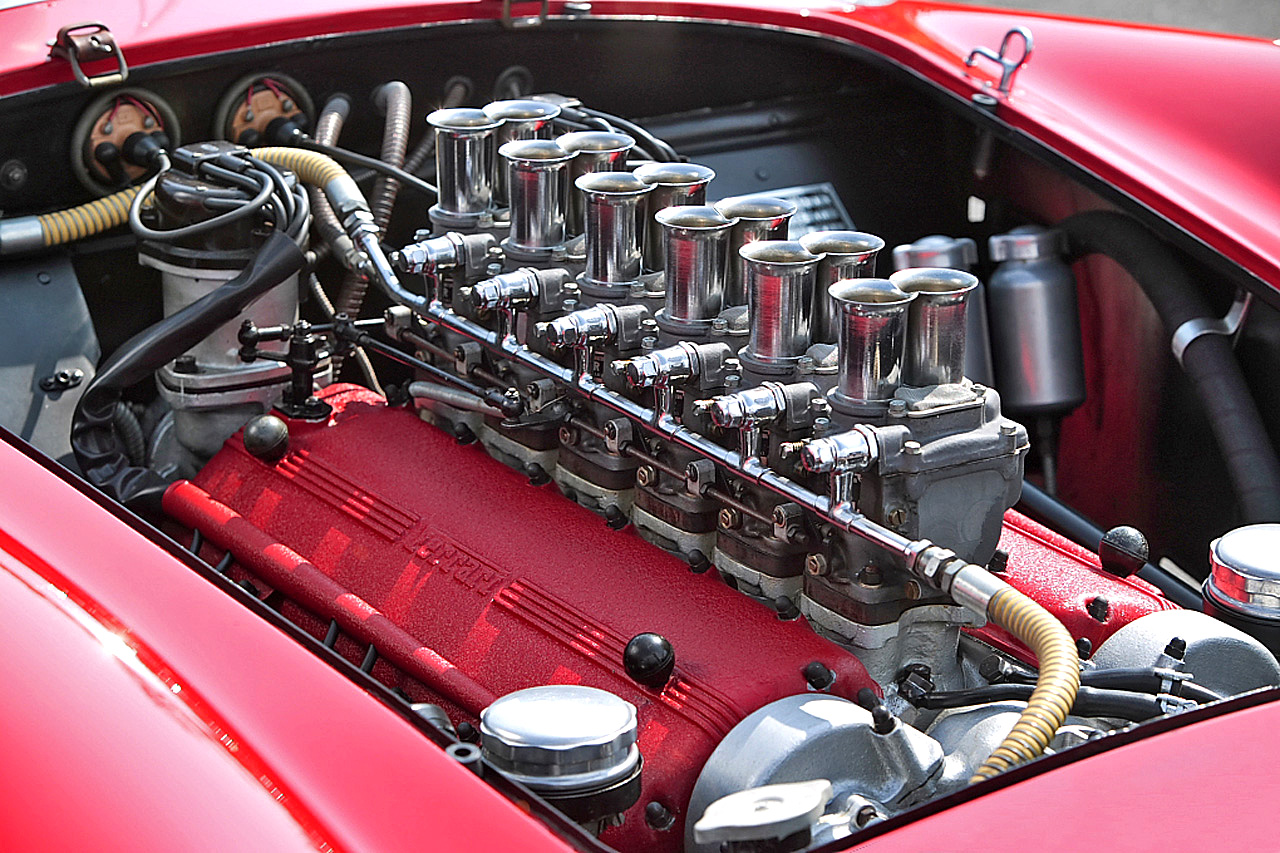
Le moteur V12 est aujourd'hui tout aussi célèbre que les Ferrari 250 dans lesquelles il est installé.

L'une des particularités communes à l'ensemble des Ferrari 250 (à l'exception de la 250 Europa) concerne leur moteur V12 « Colombo », dénommée ainsi en l'honneur de son concepteur, l'ingénieur italien Gioacchino Colombo. D'une cylindrée unitaire de 250 cm3, soit une cylindrée totale de 3 litres (2 953 cm3), il est d'ailleurs à l'origine de la désignation « 250 ». Ce moteur est en réalité le V12 « Colombo » 1,5 litre – le premier et le plus petit V12 de l'histoire de Ferrari qui équipa la 125 S – dont l'alésage s'est vu porté à 73 mm ; la course reste quant à elle fixée à 58,8 mm.
Plus étroit, moins haut et de plus faible cylindrée que celui dessiné par Aurelio Lampredi quelques années plus tard, le moteur Colombo est parfois désigné par le terme anglais short block,. D'un point de vue technique, ce moteur présente de nombreux avantages pour l'époque : la vitesse linéaire des pistons modérée grâce à un alésage supérieur à la course, le centre de gravité placé bas, le bloc en V ouvert à 60° entièrement composé d'alliage léger ou encore la distribution munie d'un arbre à cames en tête pour chaque banc de cylindres. Ce V12 était d'ailleurs incroyablement puissant – près de 100 chevaux au litre – mais aussi fiable et endurant.
Les premières Ferrari 250 sont construites sur un châssis long, désigné par les lettres LWB pour long wheel base, de 2 600 mm d'empattement, hormis la 250 Europa dont le moteur « Lampredi » plus long nécessite un empattement de 2 800 mm. En 1960, la 250 GT Berlinetta SWB inaugure le premier châssis court (SWB pour short wheel base) de la génération 250. D'une longueur d'empattement de 2 400 mm, ce changement est destiné à améliorer la tenue de route de l'automobile, notamment en virage,, mais profite également à l'équilibre visuel de l'automobile. La génération des Ferrari 250 est également connue pour avoir inauguré les systèmes de freinage à disques. Elles sont enfin généralement dessinées par le carrossier turinois Pinin Farina, qui adoptera le nom « Pininfarina » en un seul mot en 1961, et carrossées à Modène par la Carrozzeria Scaglietti.

## Modèles de course
Le moteur conçu par Gioachino Colombo a fait ses débuts en course, trois ans avant le lancement du modèle 250 Grand Tourisme. Coutume typique de Ferrari qui lançait ses voitures d'abord en compétition puis, aux particuliers pour un usage routier.

### Ferrari 225 S

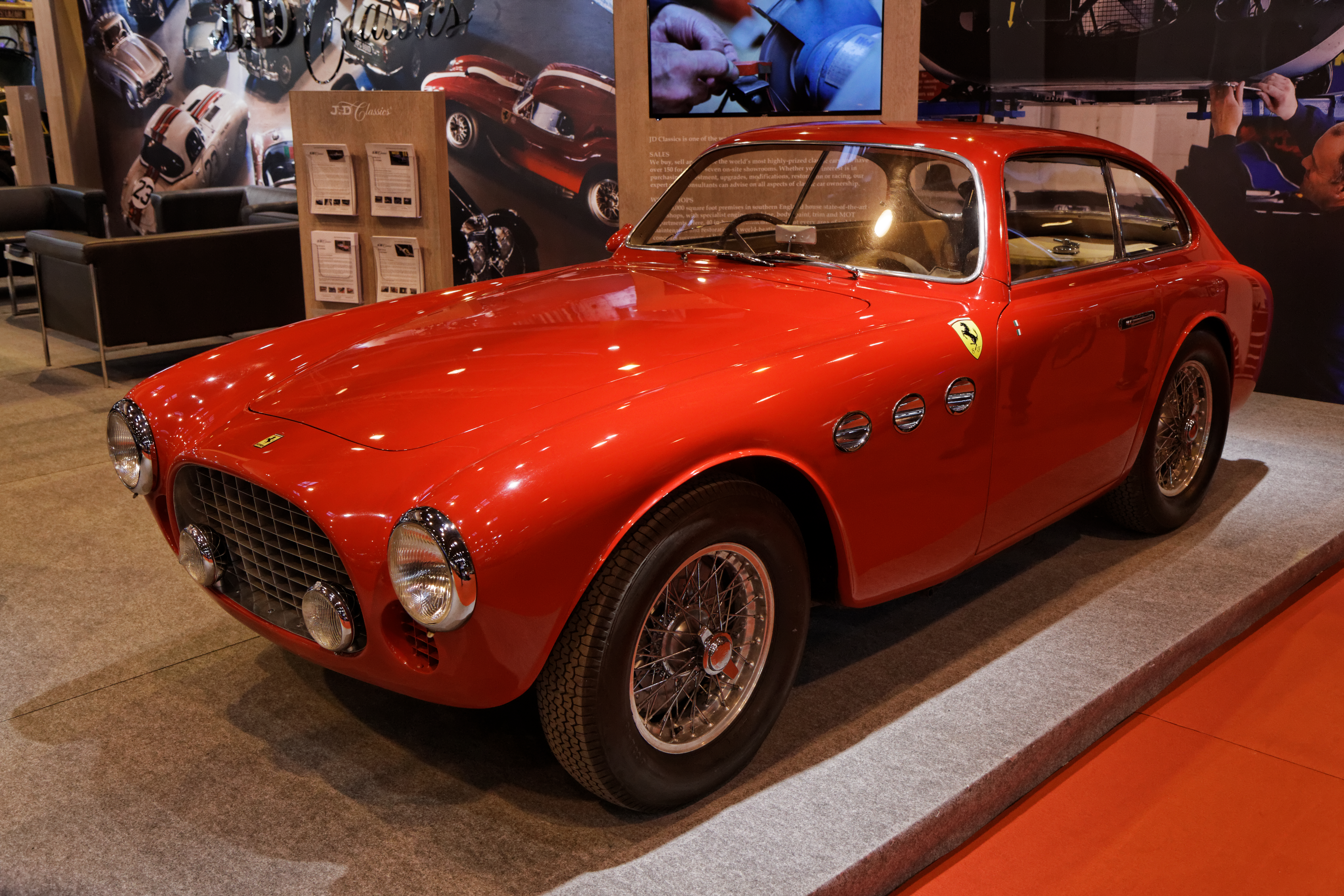
Ferrari 225 S Berlinetta (1952) - Retromobile Paris 2014

Le modèle qui a précédé la « 250 » est la « 225 S », qui a fait ses débuts en 1952 sur le Giro Automobilistico di Sicilia. Deux prototypes biplaces ont été construits, une barchetta et un coupé, tous deux réalisés par la Carrozzeria Vignale et 21 exemplaires GT. Bien qu'elle ne fasse pas partie de la série « 250 », la 225 S détient un record. Testée sur l'autodrome d'Imola, elle fut la première Ferrari à avoir été alignée en compétition sur ce circuit. L'un de ses succès les plus importants a été le Grand Prix de Monaco 1952 où 5 Ferrari 225 S ont terminé aux 5 premières places, laissant  Jaguar à 5 tours, Aston Martin à 8 tours, Delahaye à 15 tours et l'abandon des Talbot-Lago et Pegaso. Elle sera cependant battue aux Mille Miglia, 1564 km parcourus les 2 & 3 mai 1952, où sept « 225 S » n'ont pas eu raison des puissantes Ferrari 340 MM et de la seule 250 S en course. Elle s'est par contre imposée au Grand Prix de Cuba en 1955.

### Ferrari 250 S

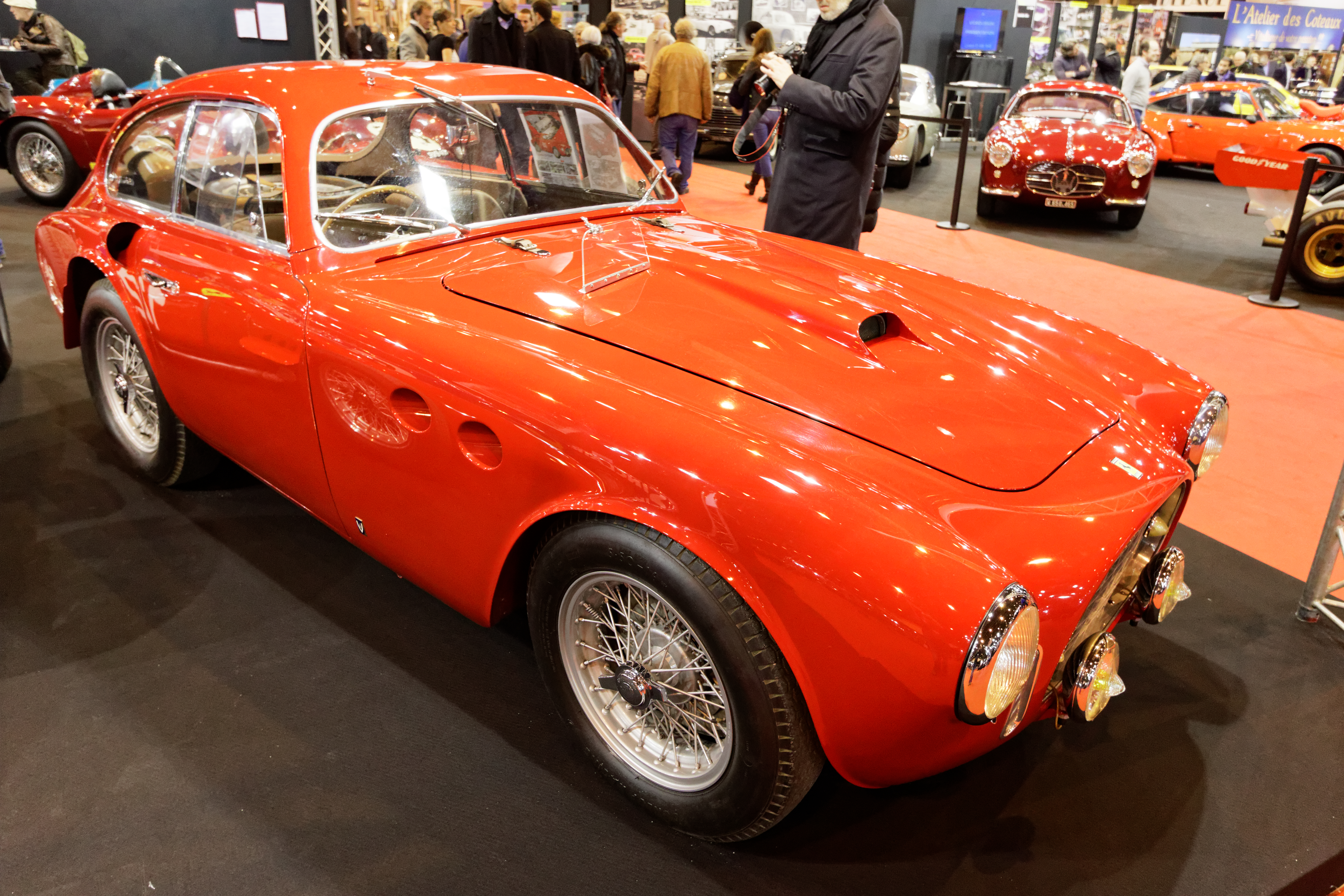
Ferrari 250 S (1952) - Salon Rétromobile 2016

Remplaçante de la 225 S, la Ferrari 250 S est la première Ferrari de la lignée des 250. Mue la première par le moteur V12 « Colombo », développant alors une puissance d'environ 230 ch, la 250 S a davantage valeur de prototype expérimental dont le meilleur terrain d'essai ne serait autre que les Mille Miglia. Et le résultat est concluant. Engagé ainsi aux Mille Miglia en 1952, la Ferrari 250 S sort victorieuse face à sa principale rivale, la Mercedes-Benz 300 SL.

### Ferrari 250 MM

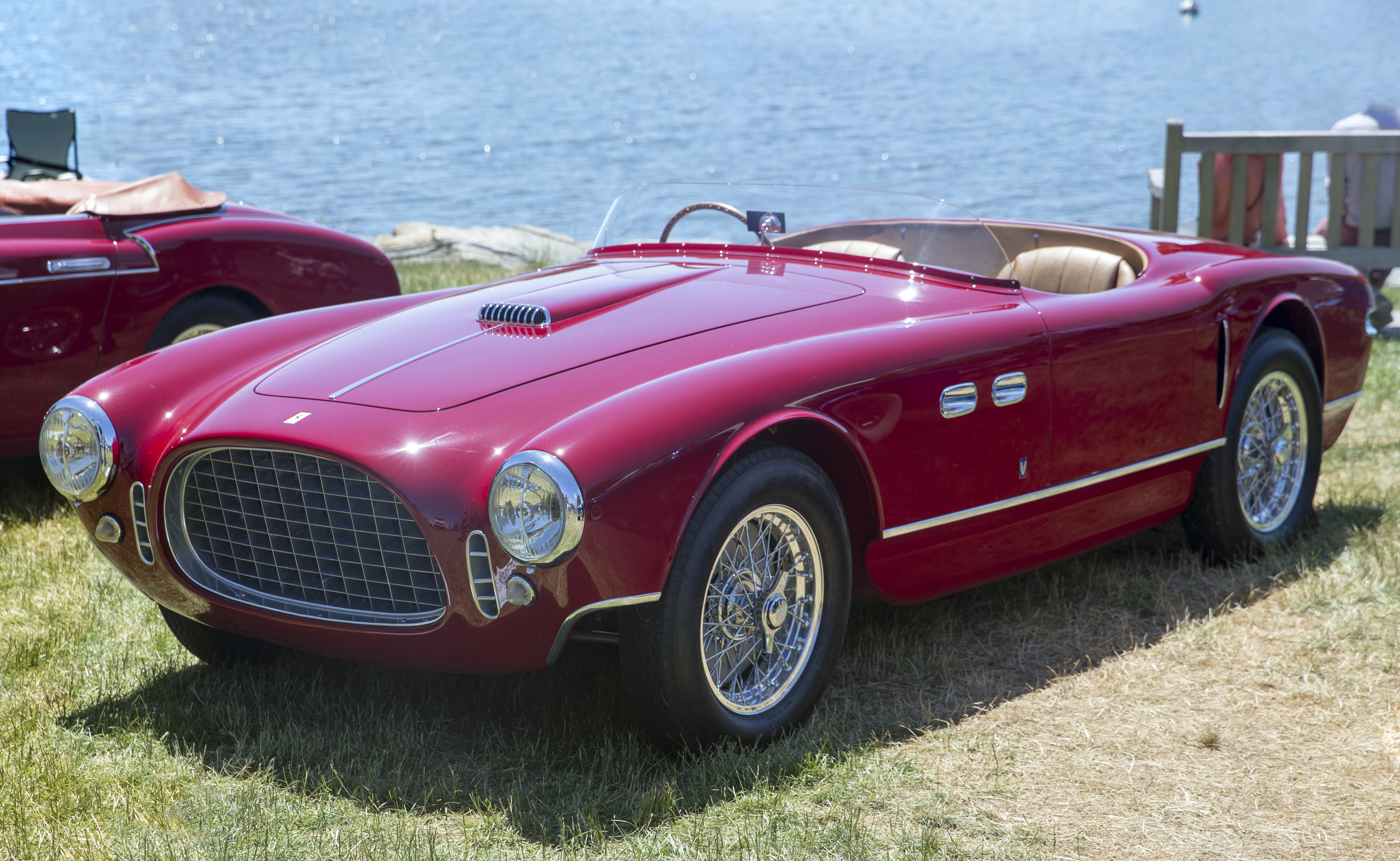
Ferrari 250 MM Spyder Châssis 0260MM, carrossée par Vignale (1953) - Concours d'Elegance Greenwich 2022

Fort du succès de la 250 S, Ferrari entame en 1953 la production d'un nouveau modèle destinée à la remplacer, en collaboration pour la première fois avec le carrossier turinois Pinin Farina. La Ferrari 250 MM (« Mille Miglia »), dénommée ainsi en l'honneur de la victoire réalisée sur le circuit des Mille Milles en 1952, se dote d'un nouveau châssis tubulaire sur le même empattement de 2 400 mm que la « 250 S » mais allégé de 50 kg.
Doté du moteur V12 « Colombo » porté à une puissance de 240 ch, la 250 MM n'était certes pas une « bête de compétition » — sa carrière en compétition sera pourtant longue — mais sa popularité était bien réelle. S'affranchissant des « excès » de la « 250 S », elle arbore la première la calandre grillagée, reprise et revue par l'ensemble des 250. Une quinzaine d'exemplaires de la berlinette et un nombre équivalent de Spider assemblé par Vignale sur un dessin de Giovanni Michelotti, seront réalisés.
Des images de la Ferrari 250 MM Vignale en courses SCCA aux États-Unis sont visibles dans le film de 1954 Les Bolides de l'enfer.

### Ferrari 250 Monza

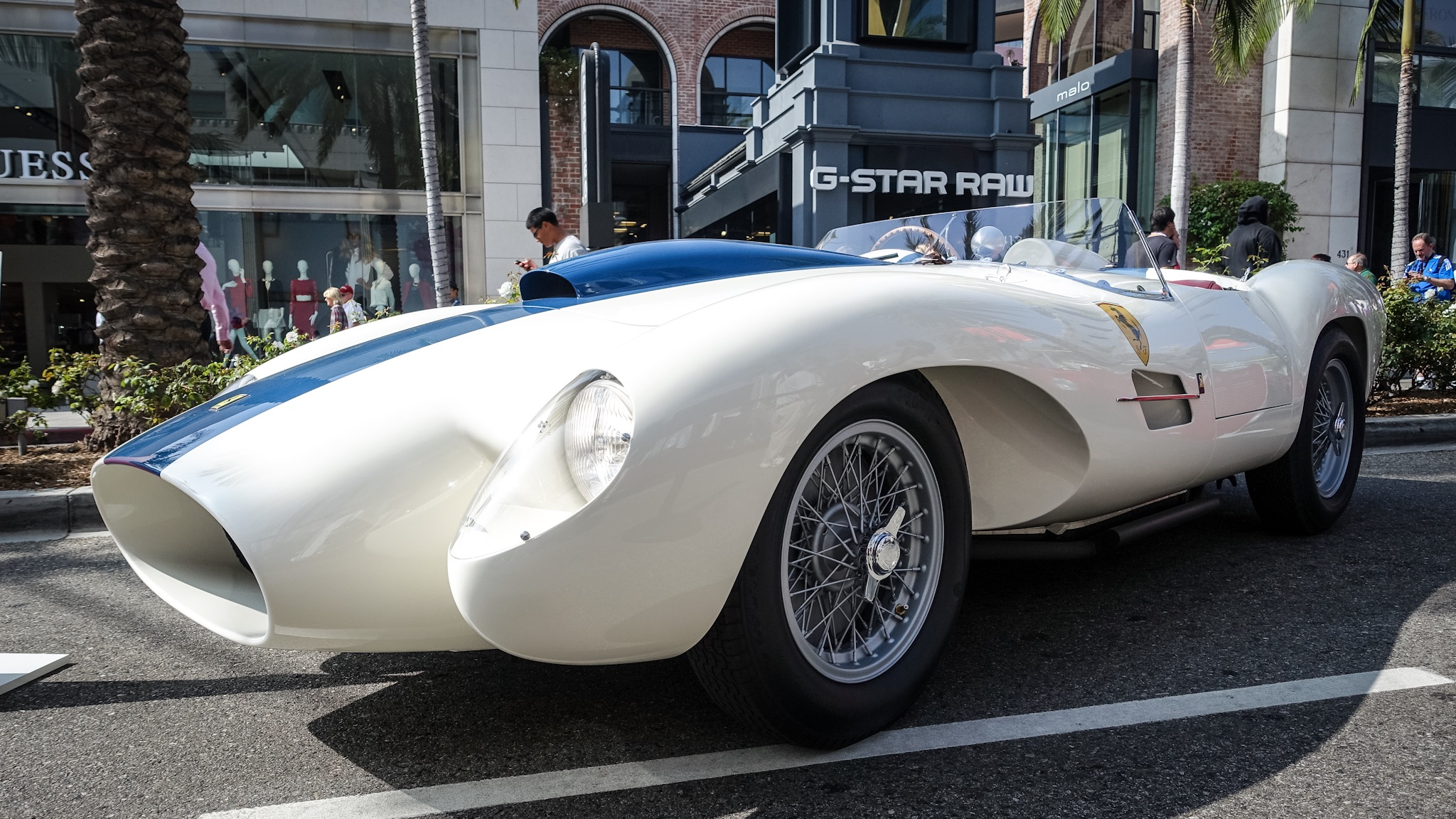
Ferrari Monza originale de 1954 - Luigi Piotti et Maurice Trintignant ont remporté les 12 Heures de Hyères 1954 à son volant

La Ferrari 250 Monza est une automobile un peu particulière dans la famille « 250 ». La 250 Monza est un modèle dont la mécanique, issue de la 250 MM est installée sur le châssis d'une Ferrari 750 Monza. Cette conception « hybride » ne donna que quatre exemplaires dont 2 ont été carrossés par Pininfarina avec un design similaire à celui des Ferrari 500 Mondial et les 2 autres par Scaglietti dans le style de la 750 Monza.

### Ferrari 250 Testa Rossa

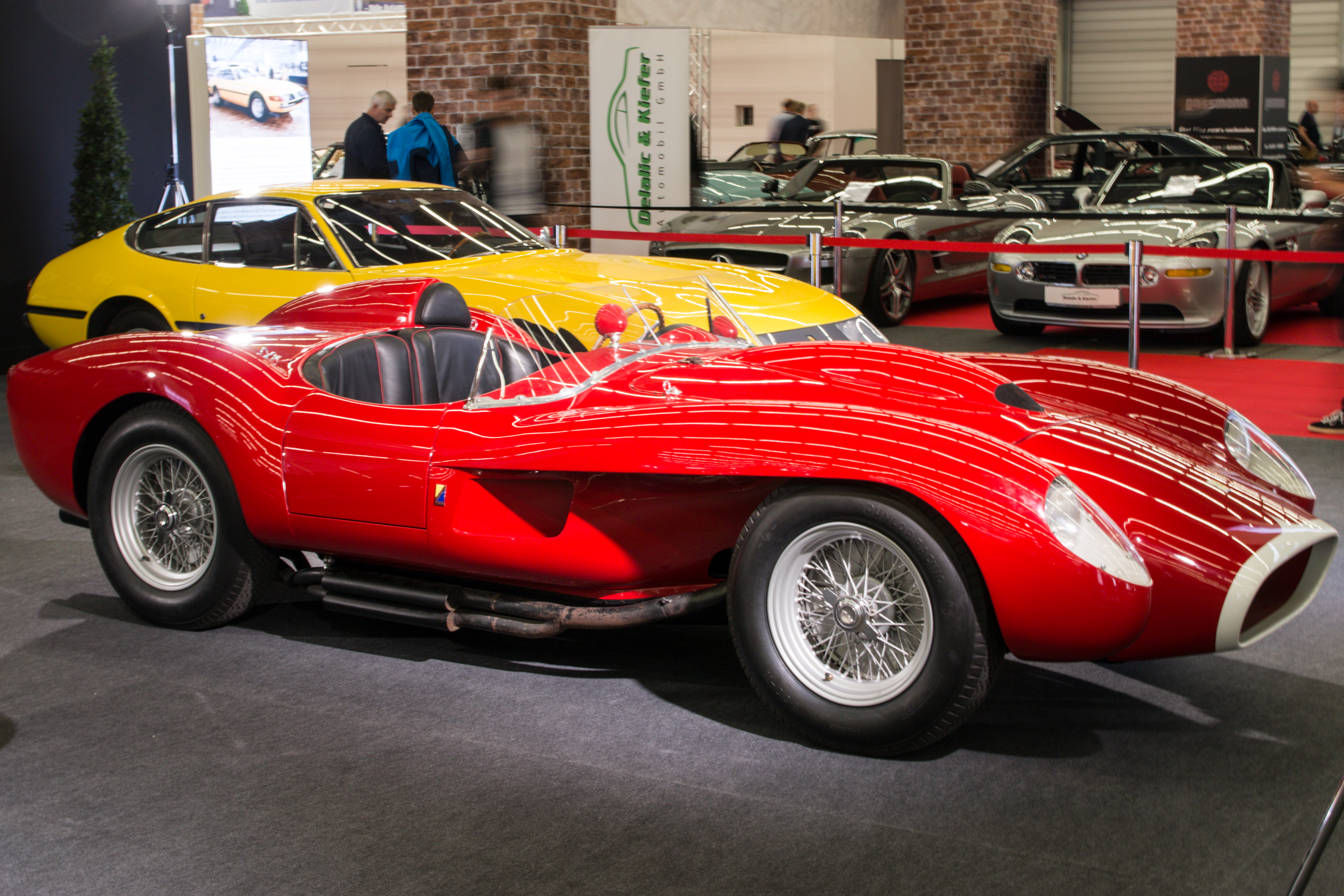
Ferrari 250 Testa Rossa - IAA 2019

Réalisée par la Carrozzeria Scaglietti, la Ferrari 250 Testa Rossa a dominé le Sport-prototypes de la fin des années 1950 jusqu'au début des années 1960. Propulsée par le moteur V12 « Colombo », elle a remporté notamment les 24 Heures du Mans en 1958, 1960 et 1961. Ces victoires s'expliquent par le contexte particulier dans lequel la 250 Testa Rossa est née. À la suite des accidents meurtriers de Pierre Levegh aux 24 Heures du Mans en 1955 et de Alfonso de Portago aux Mille Miglia en 1957, le CSI décide de limiter à trois litres la cylindrée des moteurs dans le but de réduire « l'escalade à la puissance des monstrueuses Aston Martin, Jaguar et Maserati ». Ferrari était pour sa part déjà prêt à ce bouleversement puisque la cylindrée du moteur « Colombo » était, depuis longtemps, juste sous la barre des trois litres.
Apparue en mai 1957 sous la forme d'un prototype lors des 1 000 kilomètres du Nürburgring, il faut attendre le mois de novembre 1957 pour que la production de la version « client » débute. Construite de 1956 à 1961, la Ferrari 250 Testa Rossa est l'une des automobiles Ferrari les plus cotées. L'une d'entre elles s'est d'ailleurs adjugée en mai 2009 au prix de 9 020 000 euros, un record.

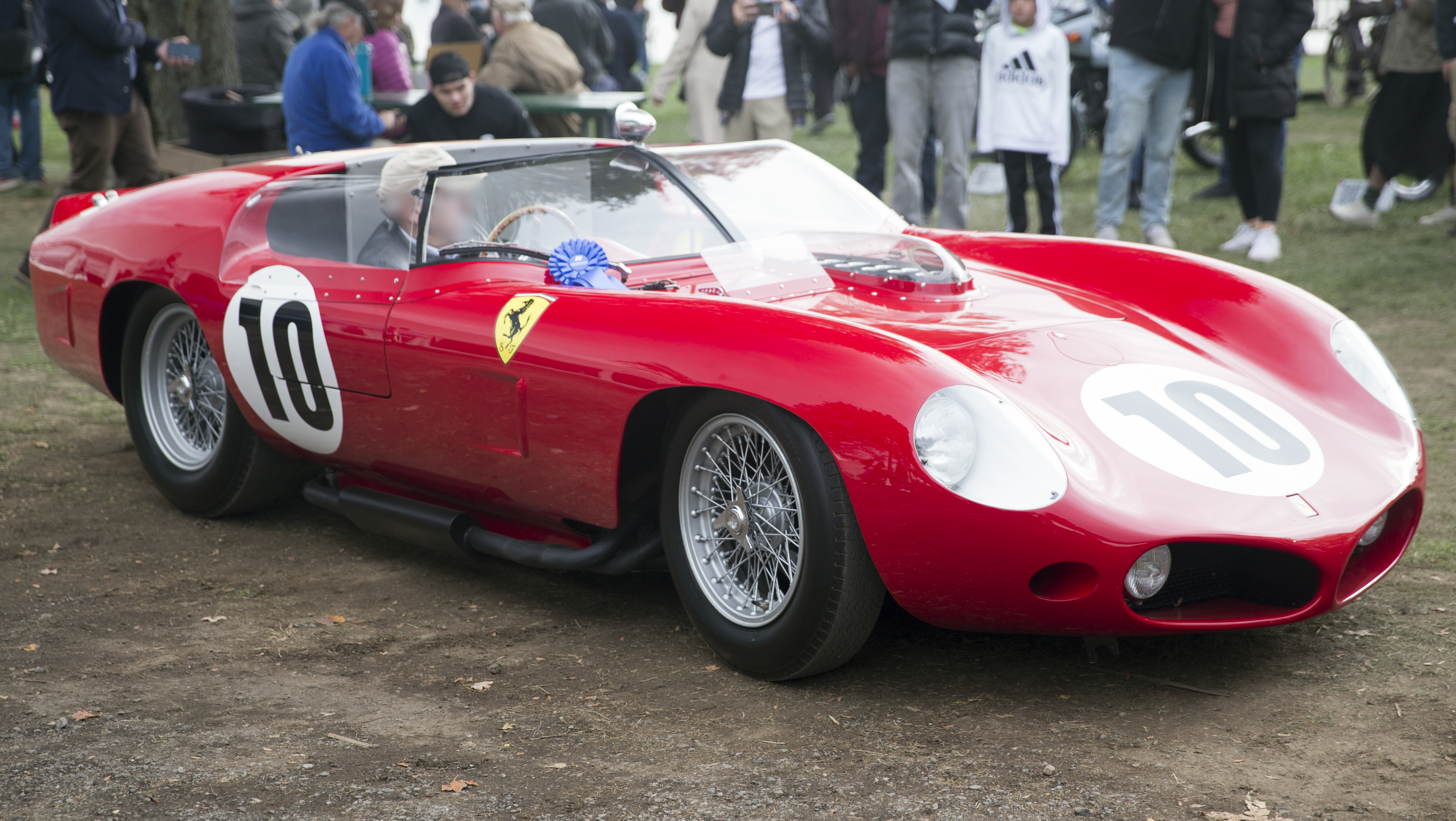
Ferrari 250 TRI/61 (0794 TR) - Concours d'Elegance de Greenwich 2021

Le dessin très particulier de la 250 Testa Rossa est en réalité davantage utile qu'esthétique. L'originalité des ailes antérieures permet de ne couvrir les roues que partiellement pour mieux refroidir les freins à tambours. Néanmoins, ce style peu conventionnel sera adouci en cours de production, abandonnant les ailes très découpées au profit de deux ouvertures pratiquées de part et d'autre de la large prise d'air frontale.

### Ferrari 250 P

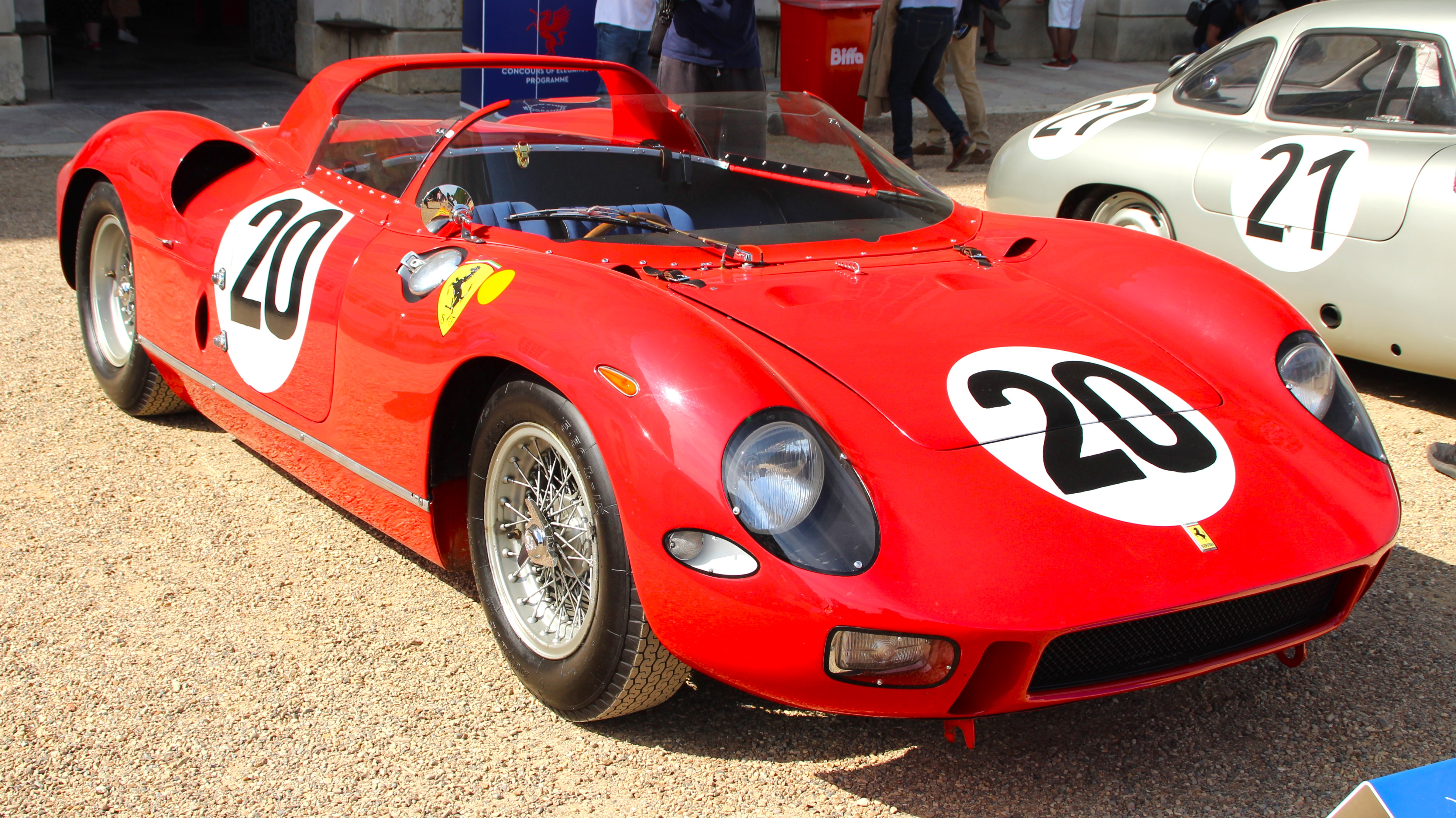
Ferrari 250 P

Produite en 1963, la carrière de la Ferrari 250 P en compétition automobile sera, certes très courte, mais très prestigieuse. Propulsée par le moteur V12 « Colombo » de 3 litres à simple arbre à cames issu de la 250 Testa Rossa, elle remporte les 12 heures de Sebring, les 24 Heures du Mans, les 1 000 kilomètres du Nürburgring et offre un nouveau titre de champion du monde des constructeurs à Ferrari.
Mais au-delà de son succès, la Ferrari 250 P tourne une page dans l'histoire du constructeur italien. Elle donne en effet naissance à une « prestigieuse lignée » de prototypes à moteur central. Lors de ses premiers essais, la « 250 P » témoigne déjà de nombreuses qualités routières. La plupart des Ferrari de Grand Tourisme sont à l'époque équipées d'un moteur placé à l'avant. Seule la Ferrari Dino est équipée d'un moteur en position centrale arrière. Les succès, dont notamment les deux victoires consécutives remportées à la Targa Florio par cette dernière, et ceux de la « 250 P » vont convaincre Enzo Ferrari d'adopter ce type d'emplacement moteur pour les prochains modèles.

### Ferrari 250 GTO

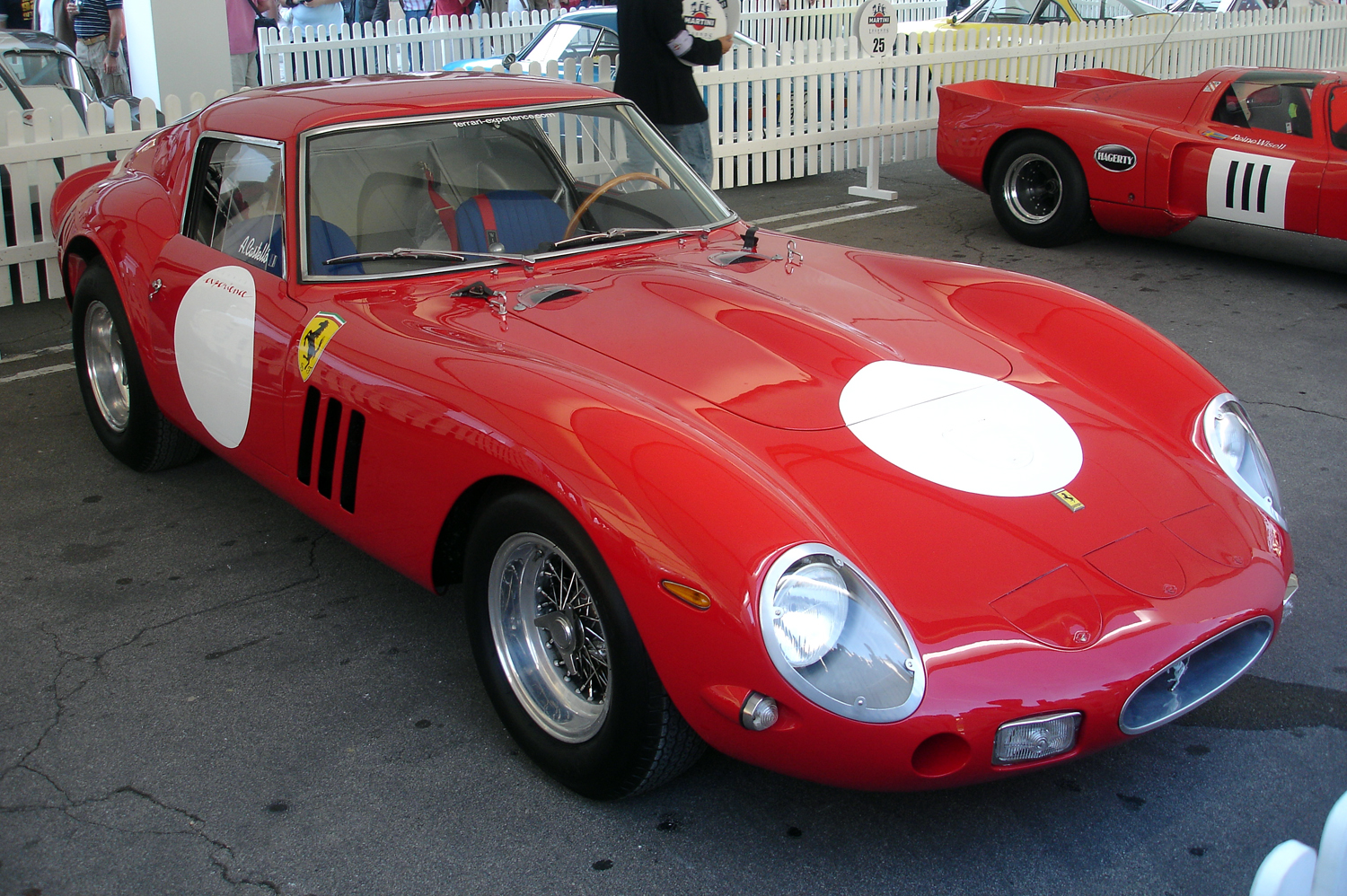
La Ferrari 250 GTO, une des automobiles les plus mythiques du monde

La Ferrari 250 GTO, automobile de Grand Tourisme produite de 1962 à 1963, est largement considérée comme la quintessence des modèles Ferrari de l'époque et l'une des voitures de sport les plus célèbres de tous les temps. Le nom GTO signifie « Gran Turismo Omologata » en italien « Homologuée Grand Tourisme ». Héritant du moteur V12 de 300 ch du prototype Testa Rossa, allégée grâce à une carrosserie entièrement en aluminium et profitant d'une aérodynamique travaillée, la 250 GTO surclasse immédiatement toutes ses rivales. Elle devient ainsi triple championne du monde en GT (1962, 1963 et 1964).
Au-delà de son fantastique palmarès sportif, la 250 GTO est entrée dans la légende avant tout pour son esthétique. Au total, 39 exemplaires ont été produits : 36 en 1962 et 1963, et 3 en 1964. En 2004, Sports Car International a placé la « 250 GTO » à la huitième place dans la liste des meilleures voitures de sport des années 1960. Motor Trend Classic a, quant à lui, nommé la « 250 GTO » à la première place de la liste des « meilleures Ferrari de tous les temps ».

### Ferrari 250 LM

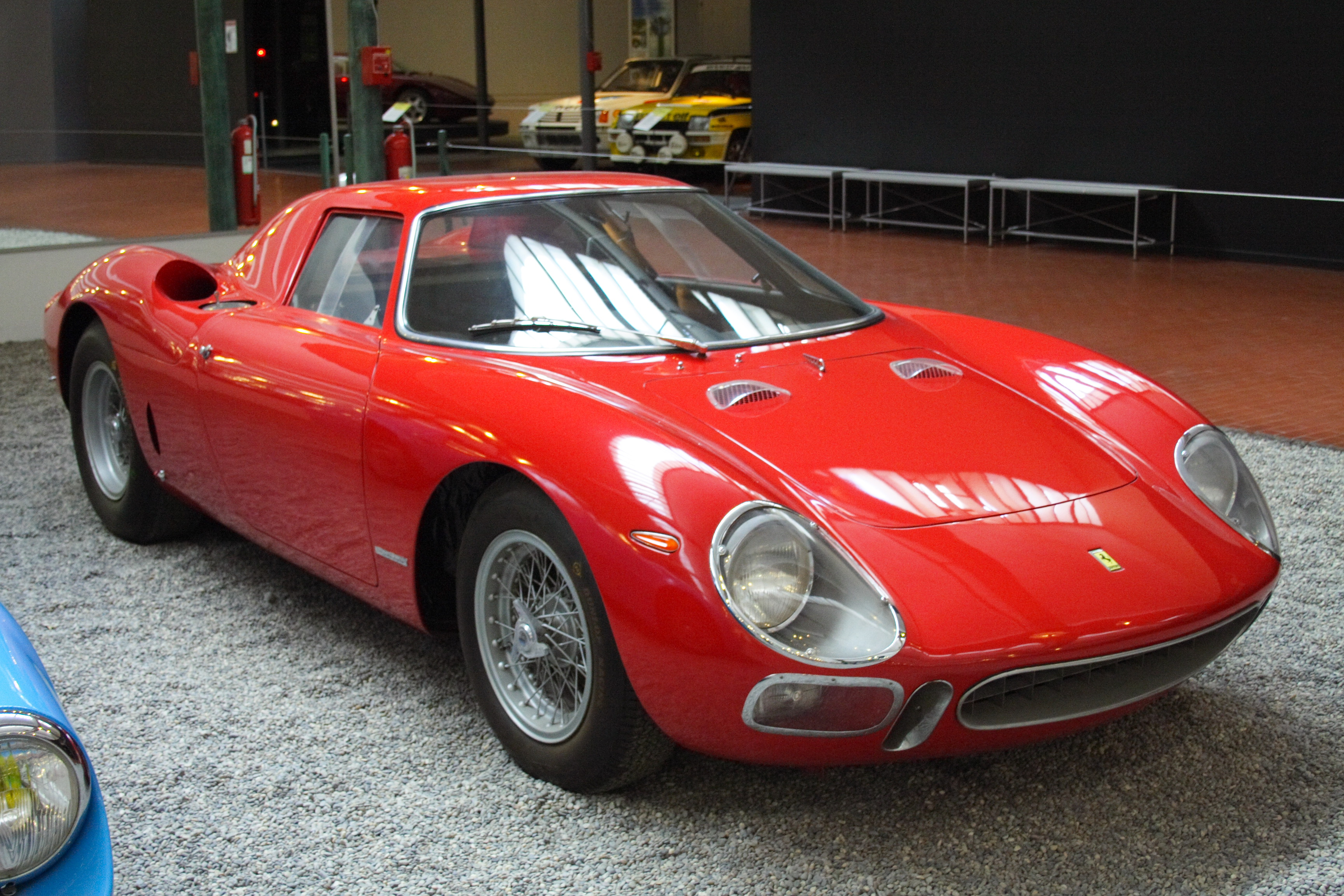
Ferrari 250 LM (1964) - Musée National de l'Automobile (Mulhouse - France)

Présentée à Paris en novembre 1963, la Ferrari 250 LM « Berlinetta Le Mans » est une déclinaison Grand Tourisme de la Ferrari 250 P. Destinée à remplacer la « 250 GTO », elle ne connaîtra pas les heures de gloire des modèles précédents. Elle a souvent été appelée par erreur 275 LM, à cause de son moteur de 3,3 litres de cylindrée. Face à une concurrence toujours plus pressante, et notamment face à la nouvelle Ford GT40, Ferrari décide de produire à un son tour un modèle GT, en espérant, comme à son habitude, « la bienveillance du CSI pour obtenir l'homologation en GT dès la mise en route de la production ». Ferrari avait fait homologuer la « 250 GTO » comme étant une simple évolution de la « 250 Europa GT », la même démarche pour la 250 LM  n'a pas convaincu le CSI. Lors de la réunion de la commission, seuls 33 exemplaires sur les 100 obligatoires ayant été fabriqués, l'homologation a été refusée. L'homologation de la « 250 LM » en Grand Tourisme ayant été refusée par les instances internationales de l'époque, elle dut se battre contre des voitures sport-prototypes qui la surclassait. En signe de protestation, Enzo Ferrari arrêta la production de la voiture. Il avait confié ses monoplaces à John Surtees, qui remporta tout de même le Championnat du monde pilote 1964 et à Lorenzo Bandini qui remporta Le Grand Prix d'Autriche 1964, disputé sur le circuit de Zeltweg le 23 août 1964. Lors des derniers Grands Prix de Formule 1 1964, il fit courir ses voitures sous les couleurs blanc et bleu de l'écurie North American Racing Team - NART, propriété de Luigi Chinetti, importateur de Ferrari pour l'Amérique du Nord et remporta le Championnat du monde constructeurs.
À noter cependant qu'elle remporta les 2 premières places aux 24 Heures du Mans en 1965 ainsi que le aussi le Trophée international des prototypes du championnat du monde des voitures de sport 1965.

## Modèle de tourisme

### Ferrari 250 Europa et Europa GT

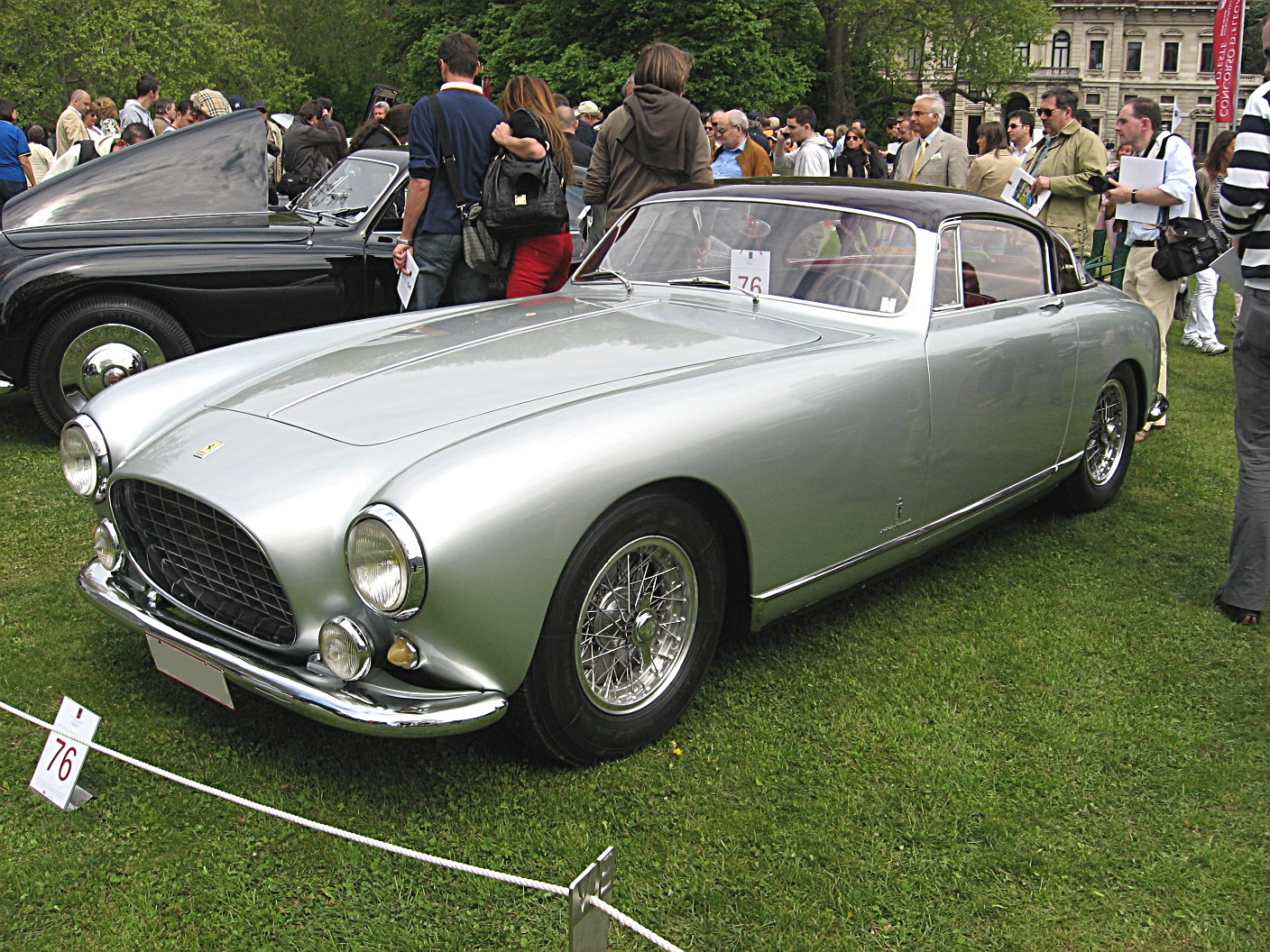
Ferrari 250 Europa exposée au concours d'élégance de la Villa d'Este en 2008.

Alors que la Ferrari 250 MM brille en compétition, et notamment aux Mille Miglia, Ferrari se lance dans la production de la première version de tourisme de la 250. Deux séries de cette version « standardisée » de la 250 MM seront produites : la Ferrari 250 Europa (20 exemplaires) et la Ferrari 250 Europa GT (44 exemplaires).
Les différences sont essentiellement mécaniques : la 250 Europa est construite sur un châssis de 2 800 mm et est mue par un moteur V12 « Lampredi » — la seule Ferrari 250 qui ne soit pas propulsée par le moteur « Colombo » — tandis que l'Europa GT est basée sur l'empattement long de 2 600 mm et est propulsée par le moteur « Colombo ».
Les performances de cette première Ferrari 250 de tourisme sont également au rendez-vous avec une vitesse de pointe atteinte au-delà de 217 km/h et un 0 à 100 km/h atteint en moins de 8 secondes, faisant de la 250 Europa « l'une des plus rapides GT de tourisme de son temps ».

### Ferrari 250 GT Boano/Ellena

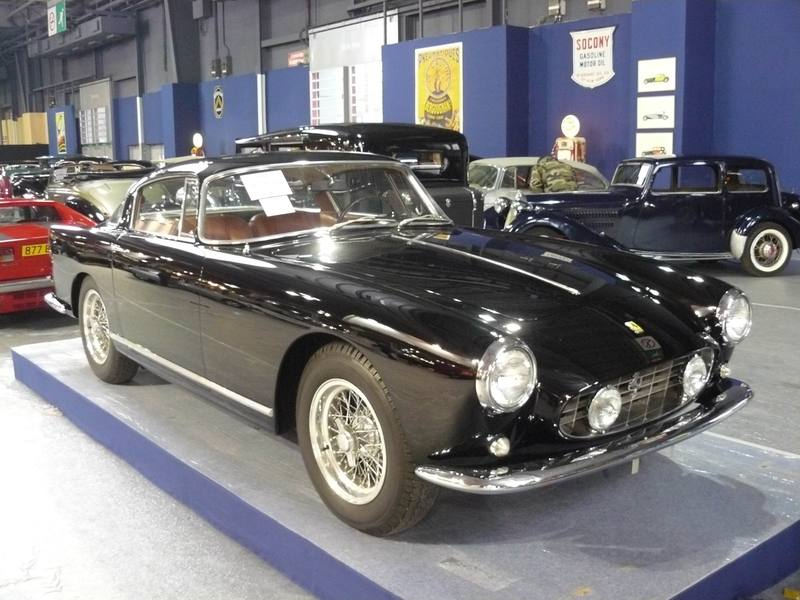
Ferrari 250 GT Coupé Boano 1956

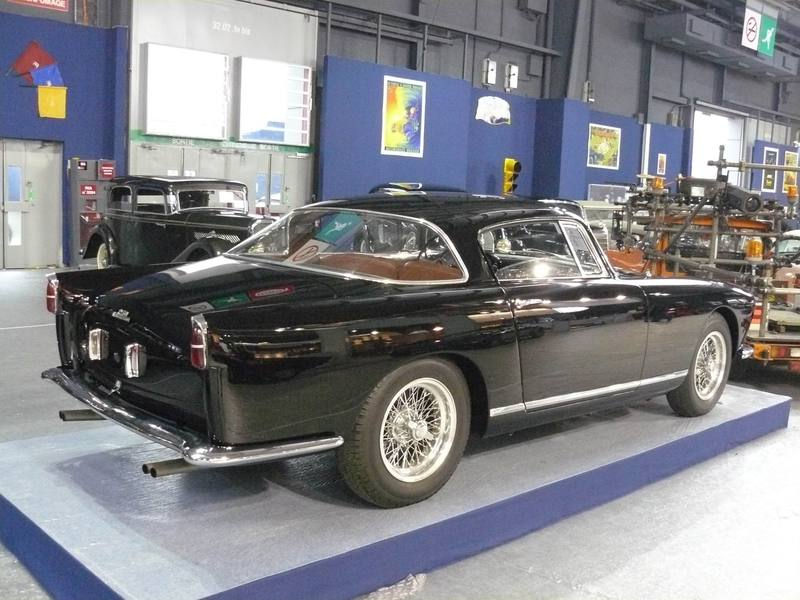
Ferrari 250 GT Coupé Boano 1956

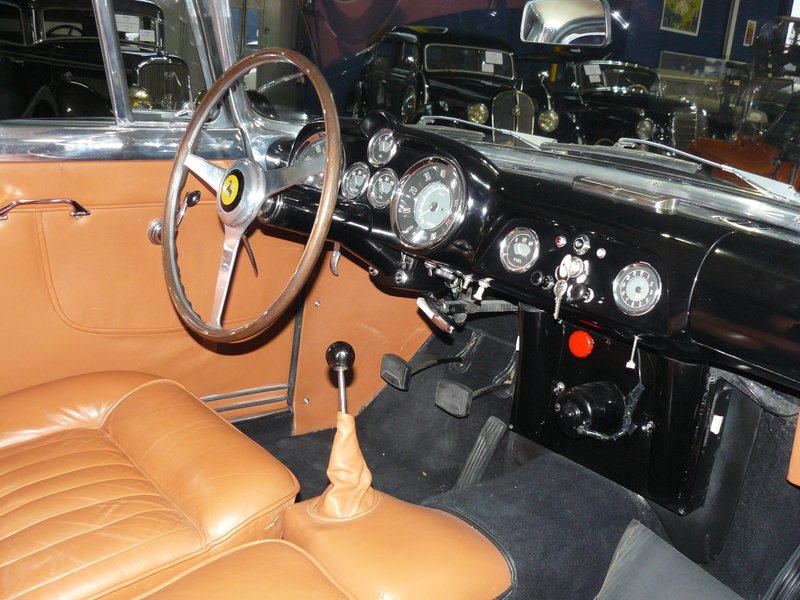
Habitacle de la Ferrari 250 GT Coupé Boano 1956

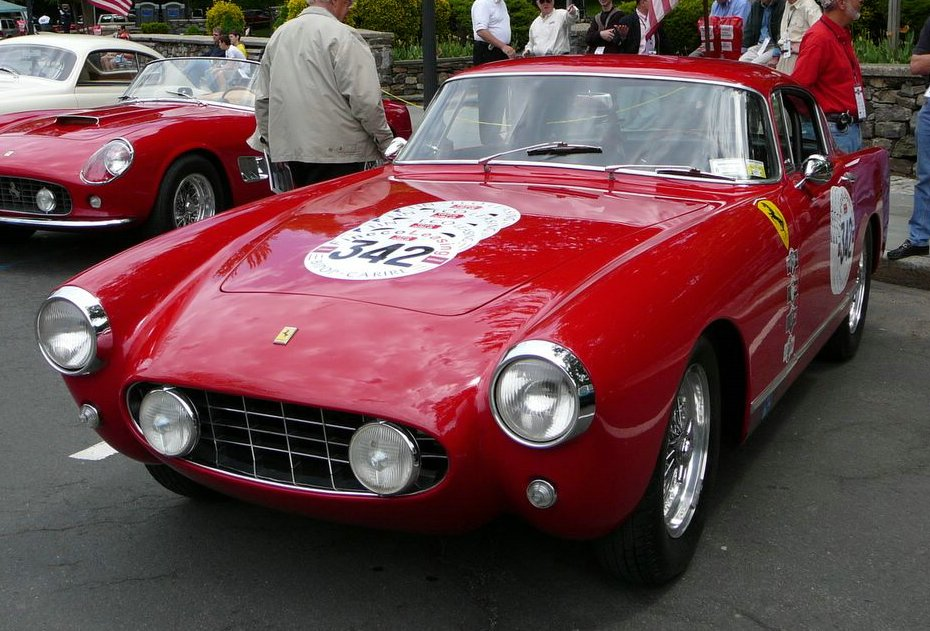
Ferrari 250 GT Boano/Ellena lors du Scarsdale Concours 2006.

Produite à partir de 1956, la Ferrari 250 GT Boano/Ellena est le résultat de la volonté de Ferrari de produire une version plus civilisée que les précédents modèles. Pininfarina est dans un premier temps chargé de carrosser la nouvelle automobile. Celui-ci, qui déménage à cette période dans des installations plus grandes, n'aura néanmoins pas le temps de produire tous les châssis. Cette tâche incombe alors à Mario Boano, cofondateur de la Carrozzeria Ghia. L'automobile est donc tout naturellement dénommée 250 GT Boano.
Toutefois, Boano s'engage en 1957 au département de style de Fiat et cède son entreprise à son associé Luciano Pollo et à son beau-fils Ezio Ellena. Ces derniers carrossent alors les derniers modèles et apportent quelques retouches stylistiques mineures. L'entreprise Carrozzeria Boano est pour l'occasion renommée en Carrozzeria Ellena, et la 250 GT de prendre le nom de son nouvel habilleur,.
Produites à 75 exemplaires Boano et 49 exemplaire « Ellena », les 250 GT Boano/Ellena sont les Ferrari les plus abordables de la génération 250, mais se négocient pour autant à plus de 300 000 euros.

### Ferrari 250 GT Berlinetta LWB ou 250 GT Berlinetta «Tour de France»

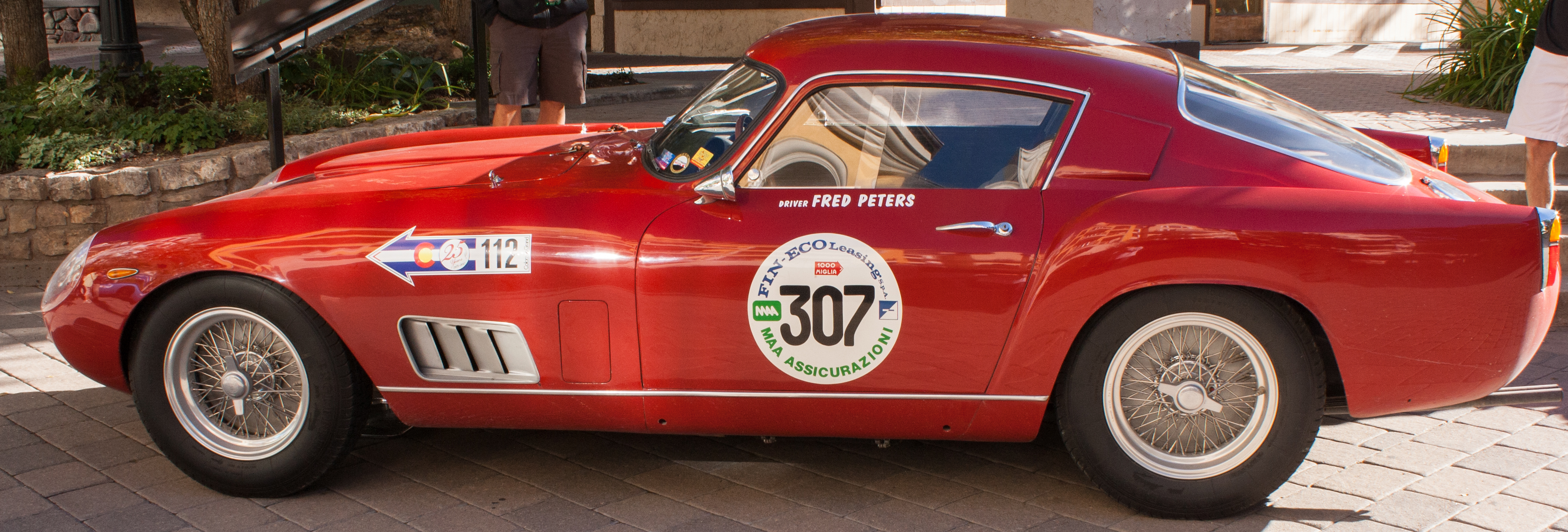
Une Ferrari 250 GT Berlinetta « Tour de France » de 1955

Motivé et lancé au défi par la victoire d'Armando Zampiero au Championnat italien des voitures de Sports de 1955 avec une Mercedes 300 SL, Ferrari décide de produire une GT apte à concourir dans cette catégorie. Apparue en 1956, la Ferrari 250 GT Berlinetta « Tour de France » est le fruit des carrossiers Pinin Farina et Scaglietti.
D'une conception allégée grâce à l'aluminium, elle s'équipe du châssis de la 250 GT Boano/Ellena afin de produire rapidement une centaine d'exemplaires et ainsi obtenir l'homologation de cette nouvelle GT. Toujours propulsée par le V12 « Colombo », la 250 GT TdF innove en termes de châssis puisqu'elle s'équipe de ressorts hélicoïdaux à l'avant. Fort de 240 ch — portés par la suite à 260 ch — elle triomphe à trois reprises, en 1957, 1958 et 1959 au Tour de France, d'où son nom éponyme.

### Ferrari 250 GT Cabriolet Pinin Farina

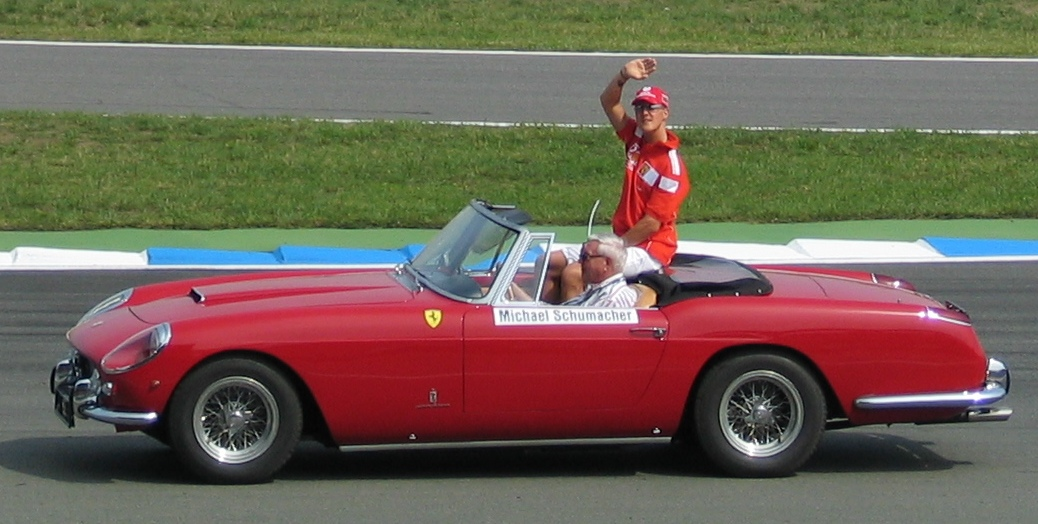
Défilé de Michael Schumacher à bord d'une Ferrari 250 GT Cabriolet Pinin Farina sur le circuit d'Hockenheim en 2004.

Déclinaison « cabriolet » de la berlinette 250 GT, la Ferrari 250 GT Cabriolet Pinin Farina est dessinée par le célèbre carrossier Pinin Farina. Elle est de surcroît carrossée par ses soins, une exception pour Ferrari puisque c'est un autre carrossier, Scaglietti, qui s'en charge habituellement. Produite de 1958 à 1962, la 250 GT Cabriolet PF sera produite dans un premier temps en un volume très restreint (Serie I) ayant valeur d'une présérie expérimentale jusqu'en 1959, avant de céder sa place à la version définitive légèrement modifiée (Serie II) qui sera vendue à environ 200 exemplaires.
La 250 GT Cabriolet PF est esthétiquement remarquable et adopte un style nouveau dans la lignée des Ferrari 250. Elle allie à un nez saillant des phares couverts, tandis que la ligne de caisse se termine par des feux arrière au dessin original. Le style combine des lignes tendues aux courbes typiques de Pininfarina.

### Ferrari 250 GT California Spyder

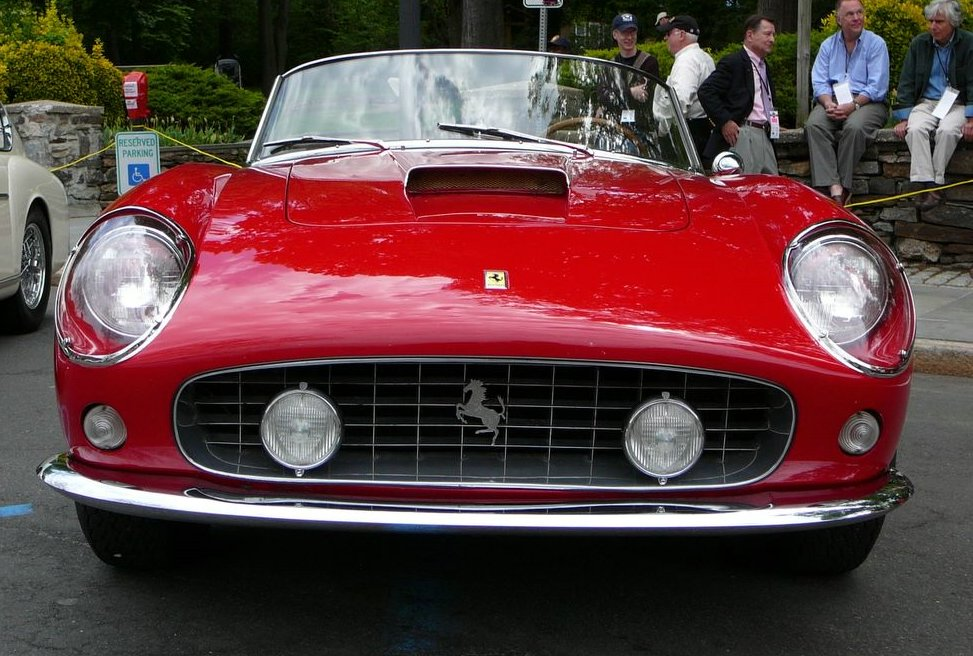
Une Ferrari 250 GT California Spyder LWB de 1958.

Dessinée par Pinin Farina et carrossée par Scaglietti, la Ferrari 250 GT California Spyder « est assurément l'une des plus belles Ferrari et l'un des plus beaux cabriolets de l'histoire de l'automobile ».
Contrairement à ce que laisse penser son nom, la 250 GT California Spyder n'est pas un spyder mais une déclinaison cabriolet de la berlinette de l'époque. Propulsée par le moteur V12 Ferrari, elle sera produite à une centaine d'exemplaires, répartis à peu près équitablement entre une version châssis long LWB (long wheel base) (1958 – 1960) et une version châssis court SWB (short wheel base) (1960 – 1962). L'adoption en 1960 du châssis court « donne des proportions plus compactes qui musclent la silhouette de la California » et améliore la tenue de route en virage.
Le 18 mai 2008, une Ferrari 250 GT California Spyder SWB bleu nuit s'est vendue à une enchère à un prix de 7 040 000 euros.

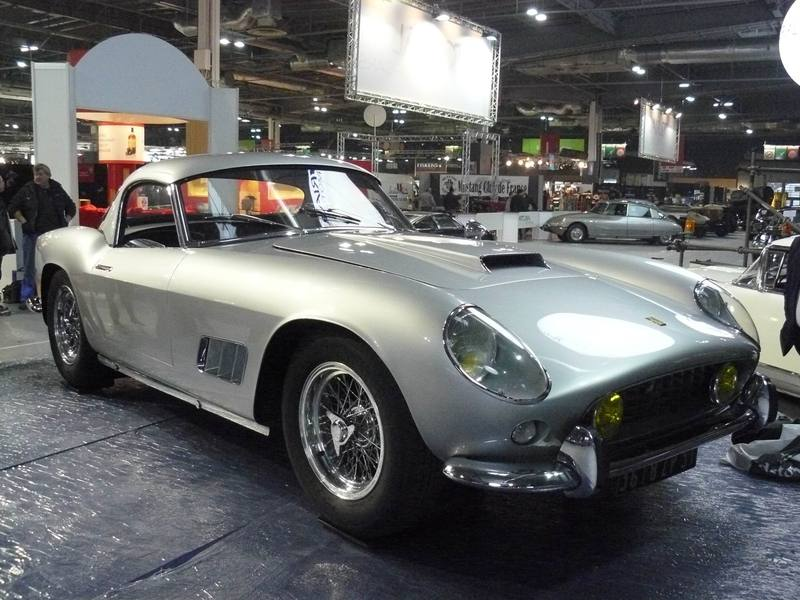
Ferrari 250 GT California Spyder LWB 1959 ex Roger Vadim

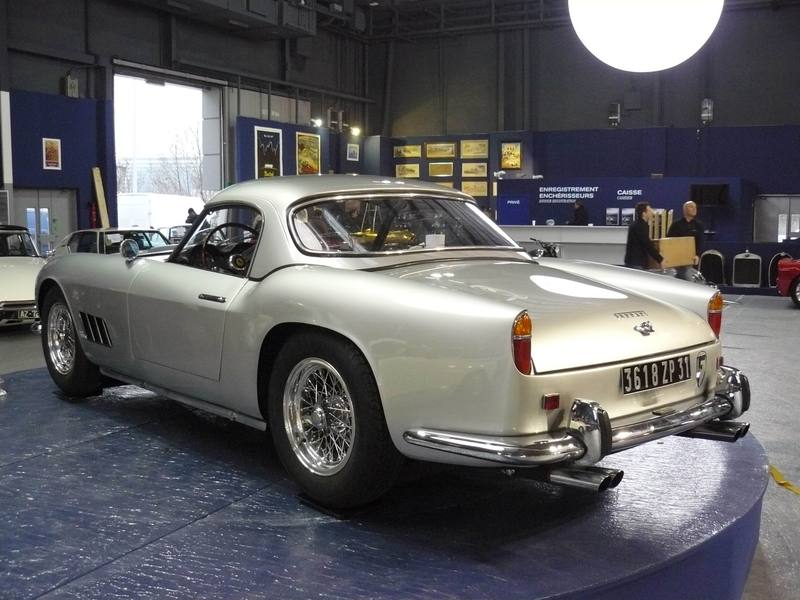
Ferrari 250 GT California Spyder LWB 1959 ex Roger Vadim

### Ferrari 250 GT Coupé Pininfarina

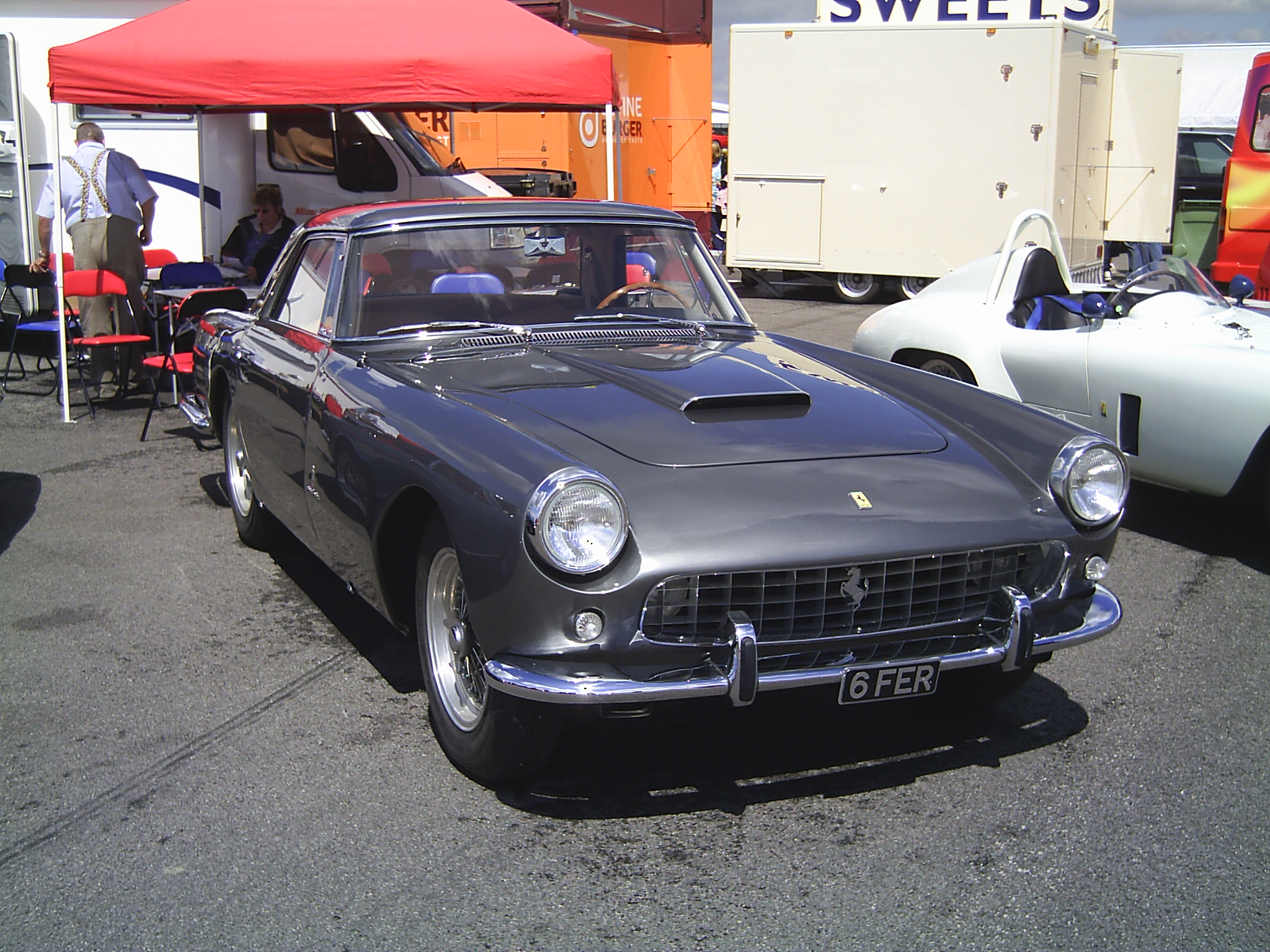
Une Ferrari 250 GT Coupé Pininfarina.

Construite à partir de 1958 dans la nouvelle usine de Pinin Farina à Grugliasco, la Ferrari 250 GT Coupé Pininfarina — cette nouvelle Ferrari est la première à arborer le nom Pininfarina en un seul mot — compte parmi les modèles les plus vendus du constructeur italien Ferrari. Vendu à près de 350 exemplaires, son processus de fabrication est celui qui sera le plus proche de ce qu'on peut appeler une fabrication en série.
Reposant sur l'empattement long (LWB) de 2 600 mm, la 250 GT Coupe Pininfarina brille par ses performances impressionnantes pour l'époque. Le 0 à 100 km/h est ainsi chronométré en 6,7 s et la vitesse de pointe est atteinte à 240 km/h. Les concurrentes directes de la 250 GT Coupe Pininfarina (Jaguar XK, Aston Martin DB4, etc.) sont surclassées car la Ferrari est la plus légère.

### Ferrari 250 GT Berlinetta SWB

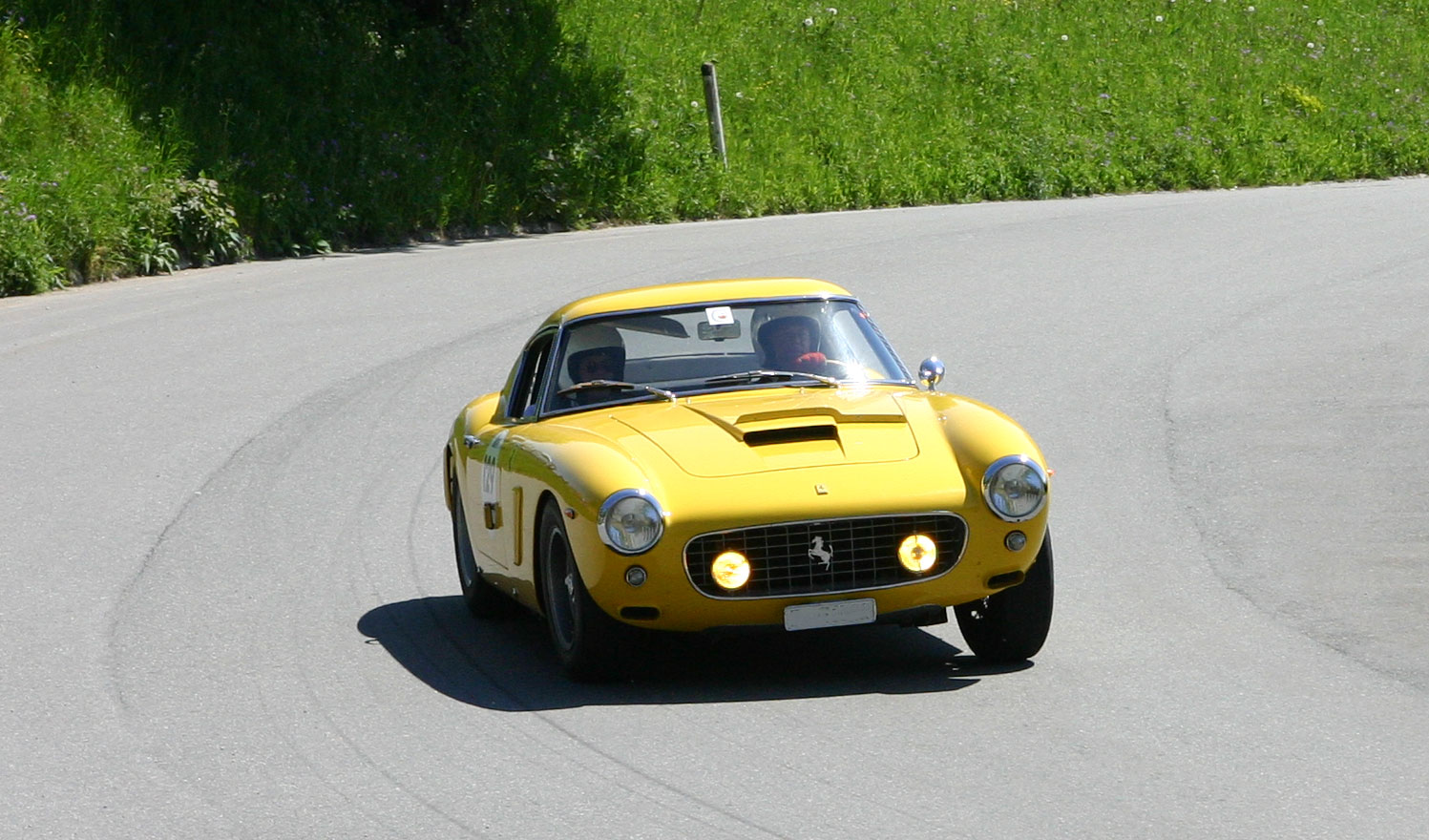
Ferrari 250 GT Berlinetta SWB de 1961.

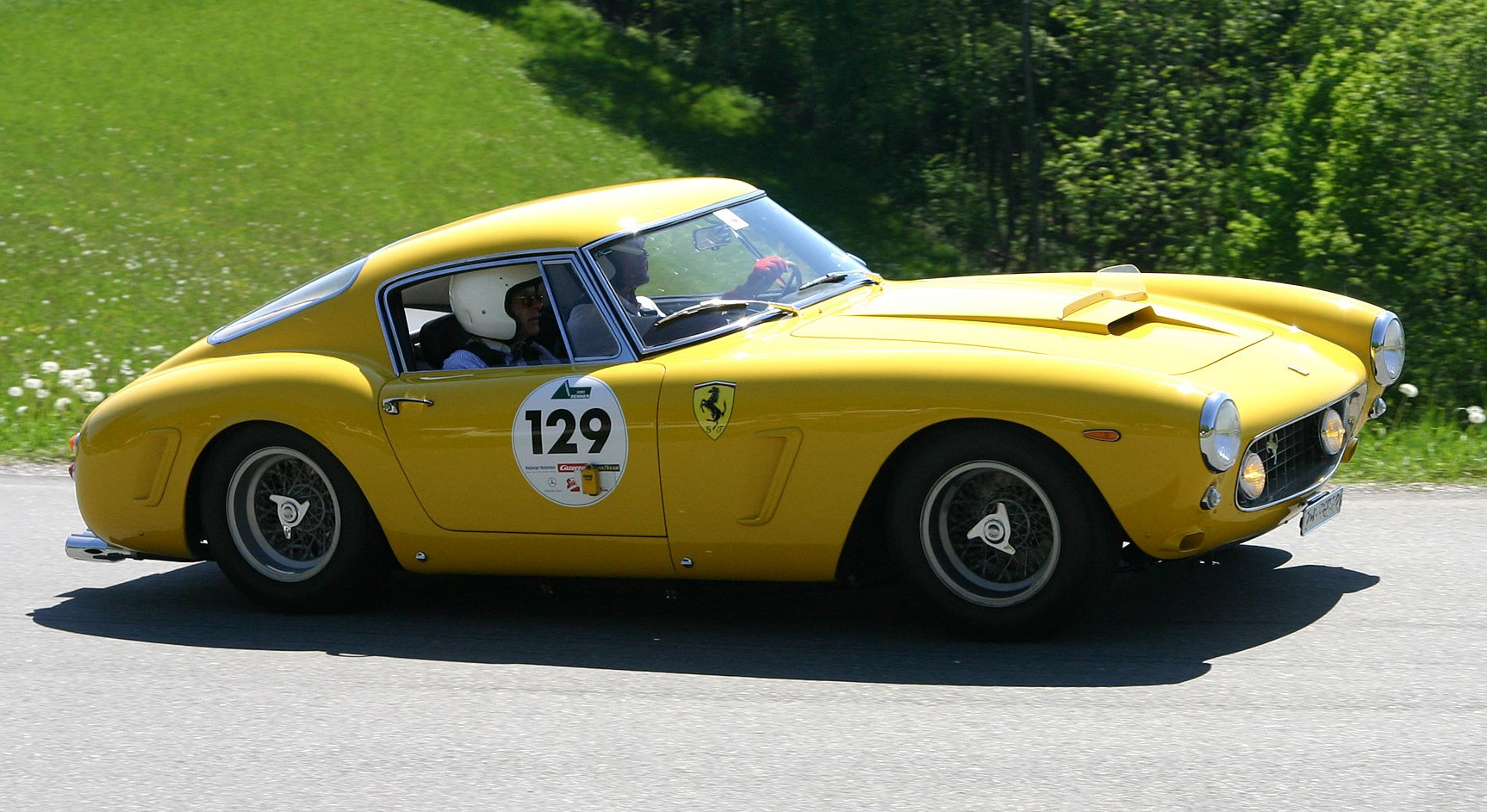
Ferrari 250 GT Berlinetta "Short Wheel Base" 1961

Apparue en 1959, la Ferrari 250 GT Berlinetta SWB devient la première automobile connue sur le plan international pour ses victoires en Grand Tourisme. Le pilote Heinz-Ulrich Wieselmann la perçoit ainsi : « Docile comme un amour d'été [...], le plaisir absolu sur quatre roues, aujourd'hui encore à la portée de quelques heureux élus ».
Alors que le nom de Ferrari est déjà synonyme de performance, la réduction du châssis des Ferrari 250 — auparavant de 2 600 mm — leur accorde des proportions idéales tandis que le terme SWB, pour Short Wheel Base, devient culte dans la catégorie GT. La berlinette réalise par ailleurs le départ-arrêté jusqu'à 100 km/h puis jusqu'à l'arrêt en 22 secondes. Cette performance est en partie due aux freins à disque Dunlop sur les roues, qui ont remplacé les tambours des modèles précédents.
Déclinée en version cabriolet avec la California Spyder et en version luxe avec la Lusso, la 250 GT Berlinetta SWB est le dernier modèle client de la génération 250. Elle sera remplacée en 1963 par la Ferrari 330.

### Ferrari 250 GTE

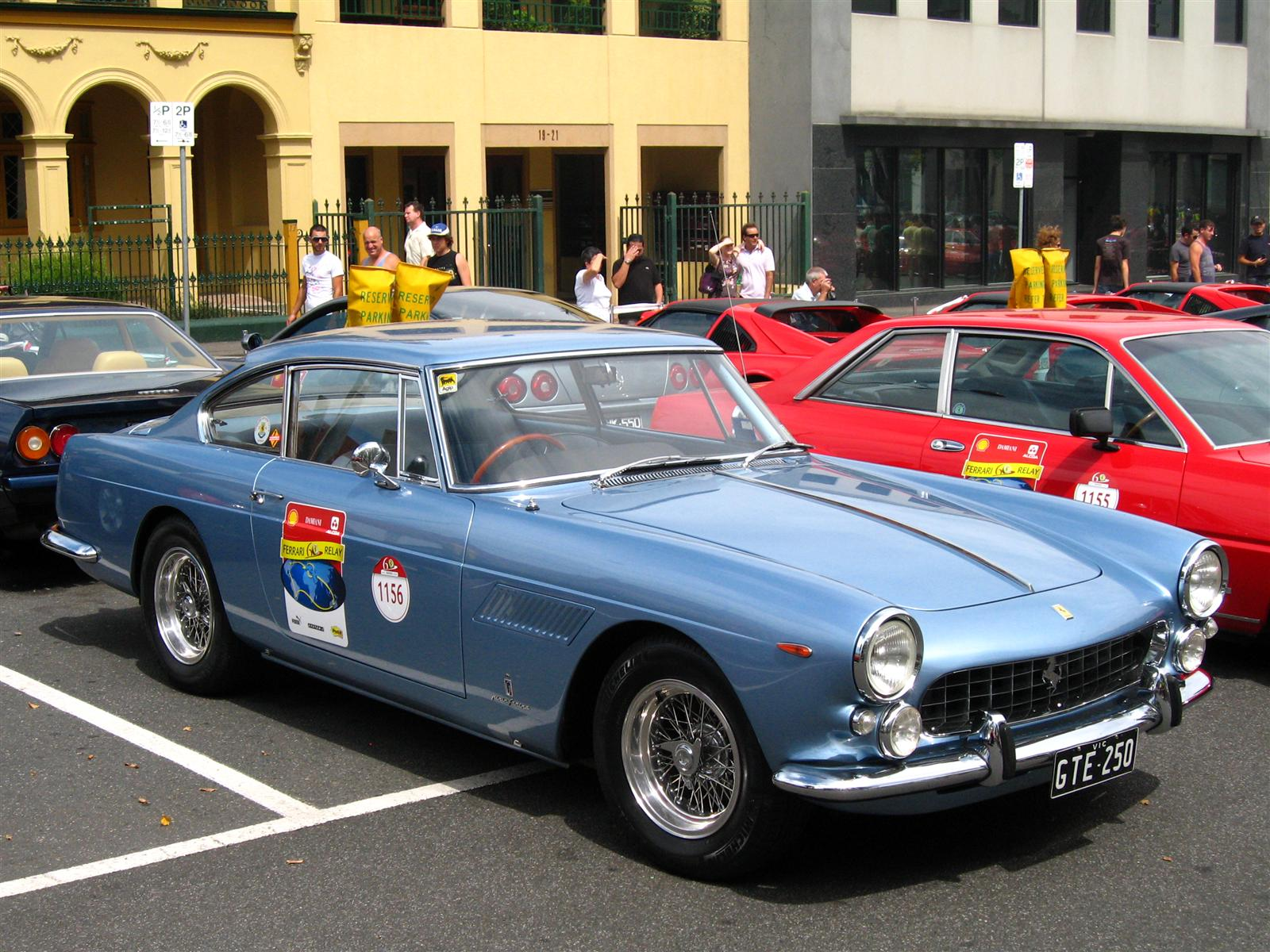
Ferrari 250 GTE exposée Grand Prix Festival 2007 de Melbourne lors des 60 ans de Ferrari.

Bien que certaines Ferrari furent dotées d'un espace restreint derrière leurs deux seuls sièges, la Ferrari 250 GTE inaugure en 1960, une nouvelle gamme de carrosserie pour Ferrari, les « GT 2+2 ». Malgré la condescendance des puristes automobiles, les GT 2+2 – ou coupés 4 places – connaissent un grand succès et deviennent, durant de nombreuses années, la spécialité du constructeur. Par ailleurs, la 250 GTE et sa descendante, la 330 GT, représentent à l'époque plus de 50 % de la production de la firme.
Décrite par le magazine Road & Track comme « une voiture de tourisme non seulement grande, mais aussi glorieuse », la 250 GTE sera la Ferrari la plus commercialisée de son époque. Son succès est pour une bonne partie lié à sa mécanique. Son moteur V12 parvient en effet à développer 240 ch à 7 000 tr/min, performance remarquable à l'époque pour une 2+2. Associée à une boîte mécanique surmultipliée à 4 rapports, elle réalise le 0 à 100 km/h en un peu plus de sept secondes.
En 1964, la 250 GTE est remplacée par la Ferrari 330 America, qui fut produite à 50 exemplaires. Il s'agit stricto sensu du même modèle dont la cylindrée est augmentée à 4 litres.

### Ferrari 250 GT Lusso

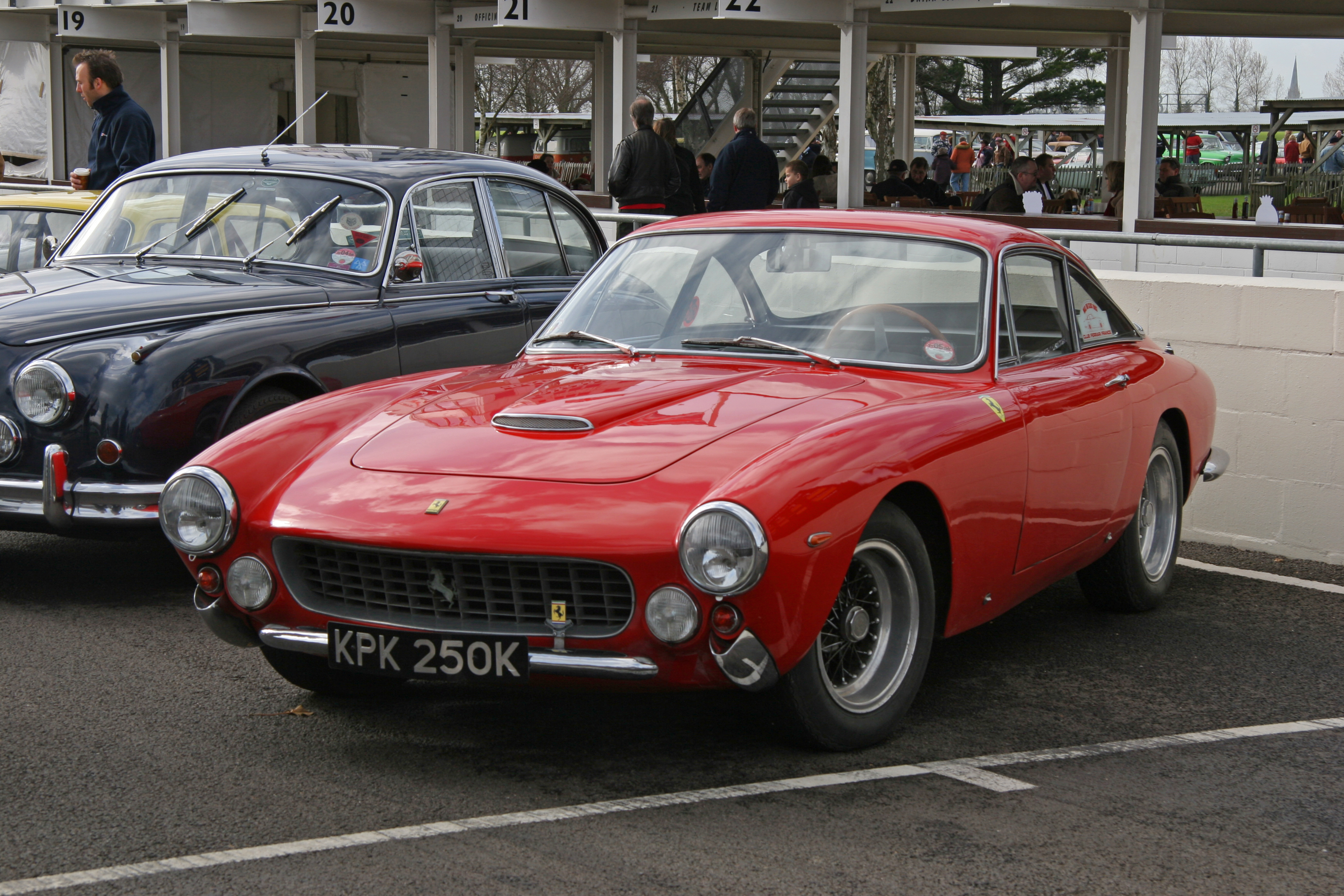
Cette Ferrari 250 GT Berlinetta est surnommée Lusso en référence à son luxe.

La Ferrari 250 GT Lusso, ou GTL, est une déclinaison plus spacieuse et surtout plus luxueuse de la berlinette 250 GT. Le terme « Lusso » désigne en effet « Luxe » en italien. La 250 GT Lusso, qui n'est pas destinée à la compétition, est d'ailleurs généralement considérée comme « l'un des plus élégants modèles Ferrari ».
Fidèle à la tradition Ferrari, la 250 GTL est dessinée par le carrossier turinois Pininfarina et fabriquée de 1962 à 1964, dernière année de sa production, par la Carrozzeria Scaglietti. Bien que l'habitacle soit plus généreux que celui de la 250 GT, la GT Lusso demeure un coupé GT deux places, contrairement à la 250 GTE. Elle est par ailleurs le dernier modèle de la génération Ferrari 250 GT.
Si la berlinette 250 GT SWB est le dernier modèle de la lignée 250, la GT Lusso, produite à 351 exemplaires jusqu'en 1964, en est la dernière déclinaison, avant d'être remplacée par la Ferrari 275 GTB.